# Потаніна Ірина Сергіївна
Ірина Сергіївна Потаніна (рос. Ирина Сергеевна Потанина; 14 серпня 1979, Харків, УРСР) — сучасна письменниця. Свою першу книгу надрукувала у московському видавництві «АСТ» в 2001 році. Пише як дорослі так і дитячі книжки, працює в жанрах детективу та фантастики.

## Біографія
Народилася в Харкові 14 серпня 1979. Коли їй виповнилося три роки родина переїхала жити в Росію, у Воркуту. Повернулася в Харків в 15-ть років. Через рік після закінчення загальної середньої школи поступила на механіко-математичний факультет ХНУ імені Каразіна. Згодом отримала другу освіту, теж в ХНУ, на кафедрі медіа-комунікацій соціологічного факультету.